# Begonia zairensis
Espèce
Begonia zairensis est une espèce de plantes de la famille des Begoniaceae.
L'espèce fait partie de la section Scutobegonia.
Elle a été décrite en 1991 par Marc Simon Maria Sosef (1960-…).

## Répartition géographique
Cette espèce est originaire de République démocratique du Congo (ex-Zaïre).

## Liste des variétés
Selon Catalogue of Life (23 février 2017) :
- variété Begonia zairensis var. montana
- variété Begonia zairensis var. zairensis

Selon World Checklist of Selected Plant Families (WCSP) (23 février 2017) :
- variété Begonia zairensis var. montana Sosef (1991 publ. 1992)
- variété Begonia zairensis var. zairensis

Selon Tropicos (23 février 2017) (Attention liste brute contenant possiblement des synonymes) :
- variété Begonia zairensis var. montana Sosef
- variété Begonia zairensis var. zairensis